# SS 433

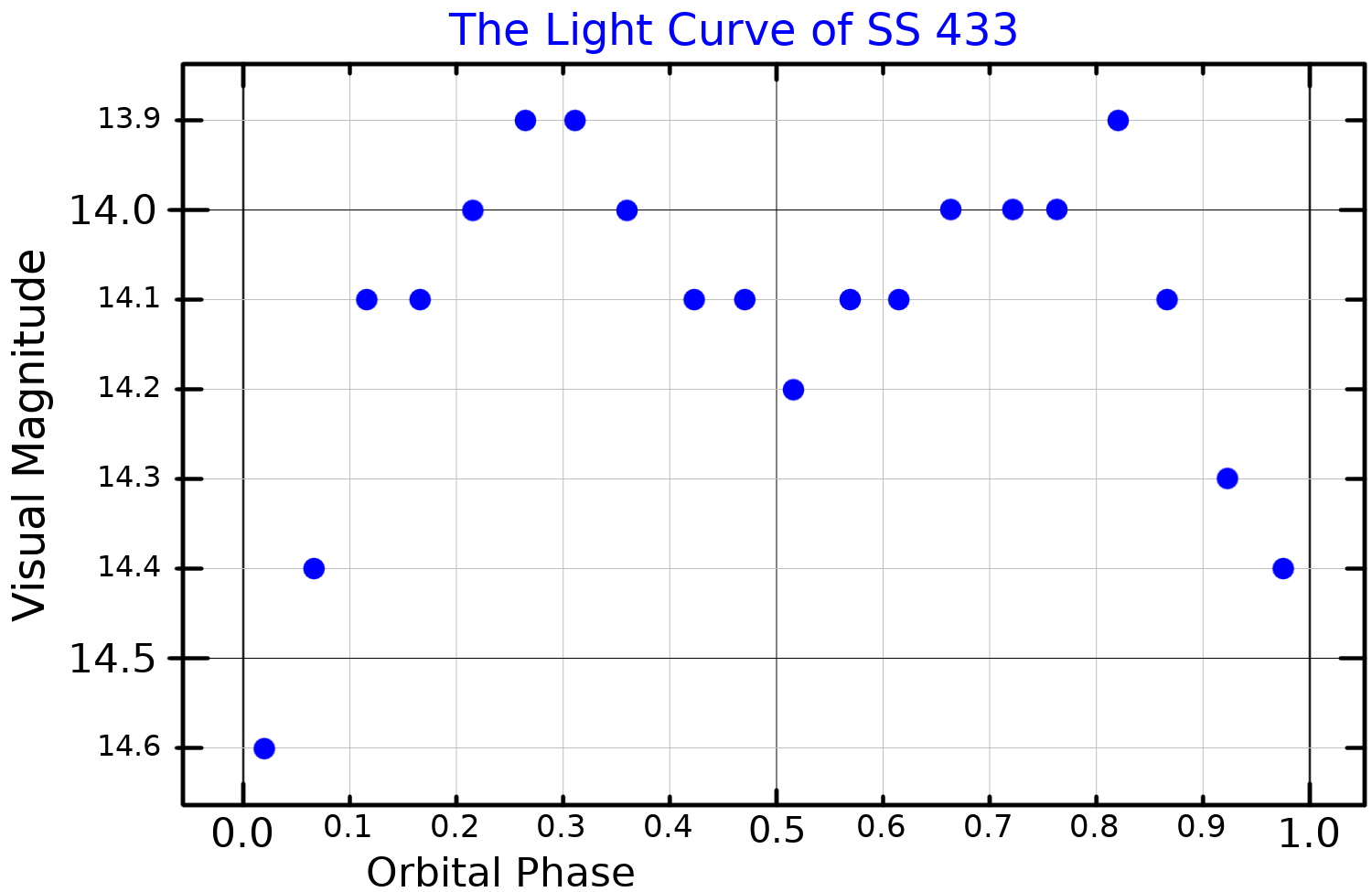
改編自Watarai & Fukue（2010）的SS 433在可見光波段的光變曲線。

SS 433是觀測到的最奇特恆星系統之一。它位於銀河系，並且是一個食雙星、X射線聯星的系統，主星是恆星質量的黑洞，伴星的光譜表明它是一顆晚期的A型星。SS 433是第一個被發現的微類星體，它位於超新星遺跡W50的中心。
SS 433的命名來自凱斯西儲大學的兩位天文學家的首字母縮寫：Nicholas Sanduleak和查爾斯·布魯斯·斯蒂芬森。這是他們編輯具有強大發射線的1977顆恆星目錄中的第433個條目。

## 位置
SS 433，也稱為天鷹座V1343，位於銀河系平面的5.5 kpc（l= 39.7°和b= -2.2°）

## 系統
緻密的中心天體正在吞噬伴星，伴星迅速失去質量，形成圍繞中心天體的吸積盤。吸積盤在螺旋進入主星時受到極端加熱，這種加熱導致吸積盤沿著旋轉軸發射強烈的X射線，並向吸積盤的上方和下方射出熱氫噴流；噴流中的物質以光速的26%運動。伴星的質量可能比主星原本的質量低，因此壽命更長。估計它的質量介於太陽質量的3至30倍。從恆星的角度來看，主星和伴星在非常近的距離上相互繞行，軌道週期為13.082天。它們的軌道扁率非常輕微，但正以每秒1.0×10−7角秒或每年3角秒的速率增加。

## 觀測數據
來自主星發射的噴流垂直於其吸積盤。喷流和吸积盘绕着一个与地球到SS433的直线呈79°的轴进动。噴流與軸線之間的夾角約為20°，進動週期約為162.5天。進動意味著噴流的指向有時朝向地球，有時遠離地球的方向，在觀察到的可見光譜中產生藍色和紅色都卜勒頻移 。此外，進動意味著噴流在膨脹的空間中通過時，在膨脹的霧氣中像螺旋開瓶器一樣的前進。當它們撞擊周圍的超新星殘骸雲氣時，它們會扭曲成拉長的形狀。

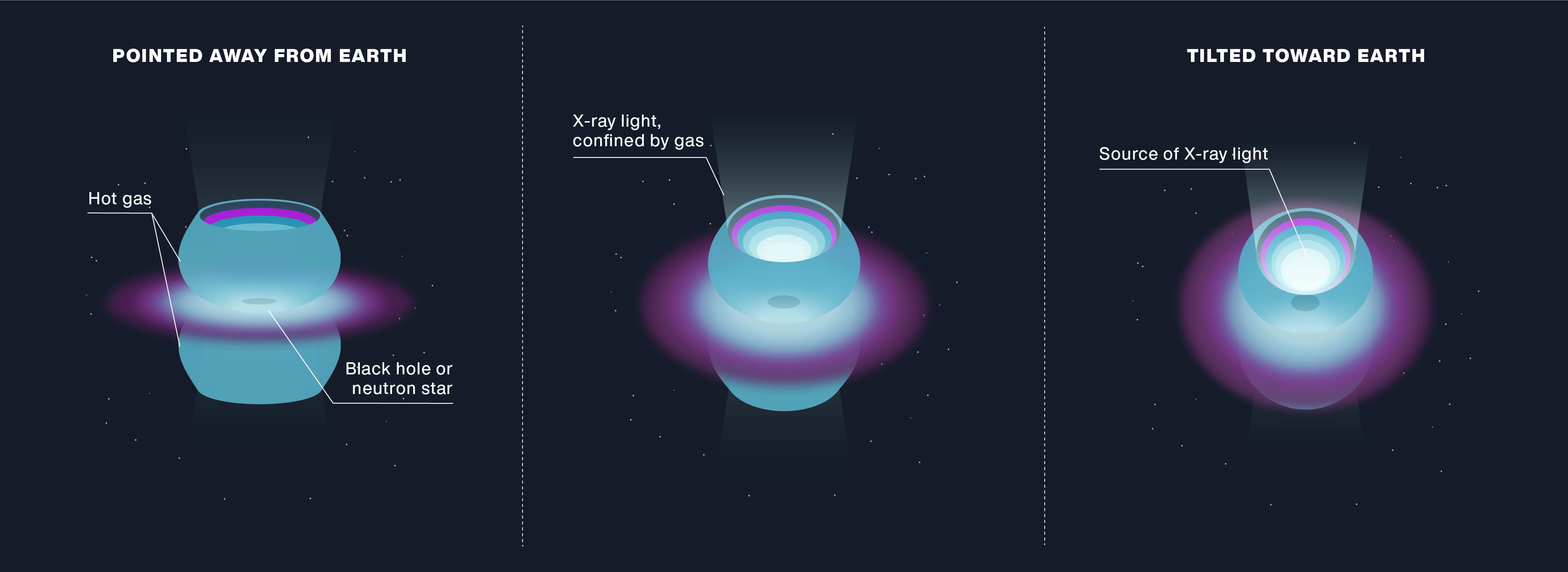
SS 433 – 可能的超亮X射線源（ULX ray source）

2004年，超長基線陣列對SS 433進行了連續42天的觀測，獲得的數據對噴流活動有新的理解。為噴氣式飛機的行動提供了新的數據和理解。看起來，噴流有時會在創造後不久撞擊物質使它們變亮。但噴流撞擊的物質似乎在某些時候會替換，但並非總是如此，導致噴流的亮度產生變化。
SS 433的光譜不僅受到都卜勒頻移的影響，還受到相對論的影響：當減去都卜勒頻移的影響後，還存在對應於速度大約12,000公里/秒的紅移量。這並不代表系統離開地球的實際速度；而是由於時間膨脹，使得移動的時鐘在靜止的觀察者看來滴答作響得更慢。在這種情況下，在噴流中移動的激發原子似乎振動得更慢，因此它們的輻射看起來是紅移的。 
在2018年9月，A. U. Abeysekara等人在《自然 》Nature （journal）|Nature]]發表使用'墨西哥的高海拔水切倫科夫天文臺（HAWC）的研究結果。他們報告在空間上解析了波瓣，觀察到超過25TeV的SS 433 / W50系統的太電子伏特的γ射線，並且與單個電子群一致，其能量在約16微高斯的磁場中至少擴展到數百個太電子伏特。

## 在流行文化中
在週六夜現場的第四季（1979年），圭多·薩杜奇神父提到了SS 433.。

## 進階讀物
- Image SS 433
- Strange gamma-ray heartbeat puzzles scientists （页面存档备份，存于） - article with video at DESY News